# Diócesis de Coari
La diócesis de Coari (en latín: Dioecesis Coaritana y en portugués: Diocese de Coari) es una circunscripción eclesiástica de la Iglesia católica en Brasil. Se trata de una diócesis latina, sufragánea de la arquidiócesis de Manaos. Desde el 15 de junio de 2011 su obispo es Marek Marian Piątek de la Congregación del Santísimo Redentor.

## Territorio y organización
La diócesis tiene 103 388 km² y extiende su jurisdicción sobre los fieles católicos de rito latino residentes en el estado de Amazonas en los 7 municipios de: Coari, Codajás, Manacapuru, Anori, Beruri, Caapiranga y Anamã.
La sede de la diócesis se encuentra en la ciudad de Coari, en donde se halla la Catedral de Santa Ana y San Sebastián.
En 2021 en la diócesis existían 10 parroquias.

## Historia
La prelatura territorial de fue erigida el 13 de julio de 1963 con la bula Ad Christi divini del papa Pablo VI, separando el territorio de la arquidiócesis de Manaos.
El 9 de octubre de 2013 fue elevada al rango de diócesis.

## Estadísticas
Según el Anuario Pontificio 2022 la diócesis tenía a fines de 2021 un total de 207 540 fieles bautizados.
| Año                                                                             | Población            | Población | Población      | Sacerdotes | Sacerdotes    | Sacerdotes    | Bautizados por sacerdote | Diáconos permanentes | Religiosos | Religiosos | Parroquias |
| Año                                                                             | Bautizados católicos | Total     | % de católicos | Total      | Clero secular | Clero regular | Bautizados por sacerdote | Diáconos permanentes | Varones    | Mujeres    | Parroquias |
| ------------------------------------------------------------------------------- | -------------------- | --------- | -------------- | ---------- | ------------- | ------------- | ------------------------ | -------------------- | ---------- | ---------- | ---------- |
| 1966                                                                            | 82 944               | 86 550    | 95.8           | 12         |               | 12            | 6912                     |                      | 12         | 29         | 3          |
| 1968                                                                            | 107 430              | 115 730   | 92.8           | 10         |               | 10            | 10 743                   |                      | 10         | 19         | 3          |
| 1976                                                                            | 105 344              | 108 884   | 96.7           | 8          |               | 8             | 13 168                   |                      | 17         | 17         | 4          |
| 1980                                                                            | 118 600              | 122 000   | 97.2           | 11         |               | 11            | 10 781                   |                      | 12         | 11         | 4          |
| 1990                                                                            | 124 500              | 140 000   | 88.9           | 12         |               | 12            | 10 375                   |                      | 20         | 20         | 6          |
| 1999                                                                            | 137 000              | 155 000   | 88.4           | 11         | 3             | 8             | 12 454                   |                      | 9          | 17         | 5          |
| 2000                                                                            | 125 000              | 147 000   | 85.0           | 11         | 2             | 9             | 11 363                   |                      | 10         | 20         | 5          |
| 2001                                                                            | 125 000              | 147 000   | 85.0           | 13         | 4             | 9             | 9615                     |                      | 10         | 18         | 6          |
| 2002                                                                            | 125 000              | 147 000   | 85.0           | 12         | 3             | 9             | 10 416                   |                      | 10         | 18         | 6          |
| 2003                                                                            | 125 000              | 147 000   | 85.0           | 13         | 4             | 9             | 9615                     |                      | 10         | 16         | 6          |
| 2004                                                                            | 166 076              | 195 306   | 85.0           | 11         | 4             | 7             | 15 097                   |                      | 8          | 16         | 6          |
| 2013                                                                            | 184 200              | 218 000   | 84.5           | 18         | 11            | 7             | 10 233                   |                      | 8          | 15         | 10         |
| 2016                                                                            | 188 200              | 222 900   | 84.4           | 19         | 13            | 6             | 9905                     |                      | 6          | 12         | 10         |
| 2019                                                                            | 204 300              | 242 000   | 84.4           | 19         | 14            | 5             | 10 752                   |                      | 6          | 15         | 10         |
| 2021                                                                            | 207 540              | 245 830   | 84.4           | 16         | 13            | 3             | 12 971                   |                      | 4          | 14         | 10         |
| Fuente: Catholic-Hierarchy, que a su vez toma los datos del Anuario Pontificio. |                      |           |                |            |               |               |                          |                      |            |            |            |

## Episcopologio
- Mário Roberto Emmett Anglim, C.SS.R. † (24 de abril de 1964-13 de abril de 1973 renunció)
- Gutemberg Freire Régis, C.SS.R. (21 de octubre de 1974-28 de febrero de 2007 retirado)
- Joércio Gonçalves Pereira, C.SS.R. (28 de febrero de 2007-22 de julio de 2009 renunció)
- Marek Marian Piątek, C.SS.R., desde el 15 de junio de 2011